# Dean Acheson
Pour les articles homonymes, voir Acheson.
Dean Gooderham Acheson, né le 11 avril 1893 à Middletown (Connecticut) et mort le 12 octobre 1971 à Sandy Spring (Maryland)), est un homme politique et diplomate américain. Membre du Parti démocrate, il est secrétaire d'État des États-Unis entre 1949 et 1953 dans l'administration du président Harry S. Truman. Il a marqué la vie politique américaine et les relations internationales comme secrétaire d'État (1949-53) et durant 20 ans comme stratège (policy-maker) du Parti démocrate.

## Biographie
Dean Acheson naît dans une famille modeste du Connecticut d'un clerc anglais et d'une mère canadienne. Il fait ses études à l'université Yale où il obtient un diplôme d'avocat et à la Harvard Law School, où il est un élève de Félix Frankfurter. Il travaille ensuite dans un cabinet d'avocats à Washington, traitant souvent de questions juridiques internationales avant que le président Roosevelt ne le nomme sous-secrétaire au Trésor en mars 1933. Opposé à la politique de dévaluation du dollar du président, il démissionne en novembre 1933 et redevient avocat. En 1939-1940, il dirige un comité chargé d'étudier le fonctionnement des bureaux administratifs au sein du gouvernement fédéral.

### Seconde Guerre mondiale
Nommé secrétaire d'État adjoint le 1er février 1941, Acheson est responsable d'une grande partie de la politique économique américaine en aidant la Grande-Bretagne et pour nuire aux puissances de l'Axe. Politique de prêt-bail qui a aidé à réarmer la Grande-Bretagne et embargo pétrolier de facto (américain/britannique/néerlandais) qui a coupé 95 % des approvisionnements en pétrole japonais, a aggravé la crise avec le Japon et entraîné Pearl Harbor.
En 1944, Acheson est le délégué principal du département d'État à la Conférence de Bretton Woods. Il participe donc à la naissance du Fonds monétaire international, de la Banque mondiale et de l'Accord général sur les tarifs douaniers et le commerce (GATT), ancêtre de l'Organisation mondiale du commerce.

### Diplomatie de la guerre froide
Au début de la présidence de Truman (1945-49), Acheson reste sous‑secrétaire d'État, dans le cadre d'une politique de conciliation avec l'URSS, tentant de maintenir le monopole américain sur la force nucléaire.
Sa prise de conscience des tentatives d'hégémonie régionale de l'Union soviétique en Europe de l'Est et en Asie du Sud-Ouest ont cependant changé sa façon de penser. Acheson devient alors l'un des principaux architectes de la politique de guerre froide. Les circonstances des nombreux voyages des secrétaires d'État ont permis un rapprochement entre Acheson et le président. Acheson a peut-être conçu la politique étrangère américaine, connu sous le nom de Doctrine Truman, à l'occasion des demandes d'aides venues de Grèce et de Turquie (et par suite de l'incapacité britannique à poursuivre cette politique) soulignant auprès du Congrès les risques d'une abstention américaine. Préparé par son action économique antérieure, il met au point le programme d'aide économique à l'Europe, connu sous le nom de Plan Marshall, visant à restaurer la prospérité économique en Europe occidentale en encourageant la coopération interétatique et au profit de l'économie américaine en enrichissant ses partenaires commerciaux.

En 1949, Acheson est nommé secrétaire d'État et va appliquer la politique d'endiguement du camp soviétique (politique formulée pour la première fois par George Kennan). Acheson a été le principal concepteur de l'alliance militaire de l'OTAN. La création de l'OTAN par les États‑Unis représentait un changement radical de politique, l'acceptation des alliances contraignantes. À partir de sa nomination en 1949, il est au centre de la politique du président, alors que la guerre revient au premier plan  et que l'énervement gagne la politique intérieure avec le développement du maccarthysme. Le vote des crédits destinés à  la mise en place effective de l'Otan survient en octobre 1947, quelques jours après que Truman a annoncé la détection par les services américains d'une explosion atomique en URSS, le 23 septembre.

En pleine Guerre d'Indochine, il a réclamé à la France le 1er décembre 1949 un calendrier menant à l'indépendance du Vietnam, sous la supervision d'une commission internationale et dès l'été 1949 réclamé que le dossier passe du ministère des colonies à celui des Affaires étrangères.

### Retournement de la Chine et guerre de Corée

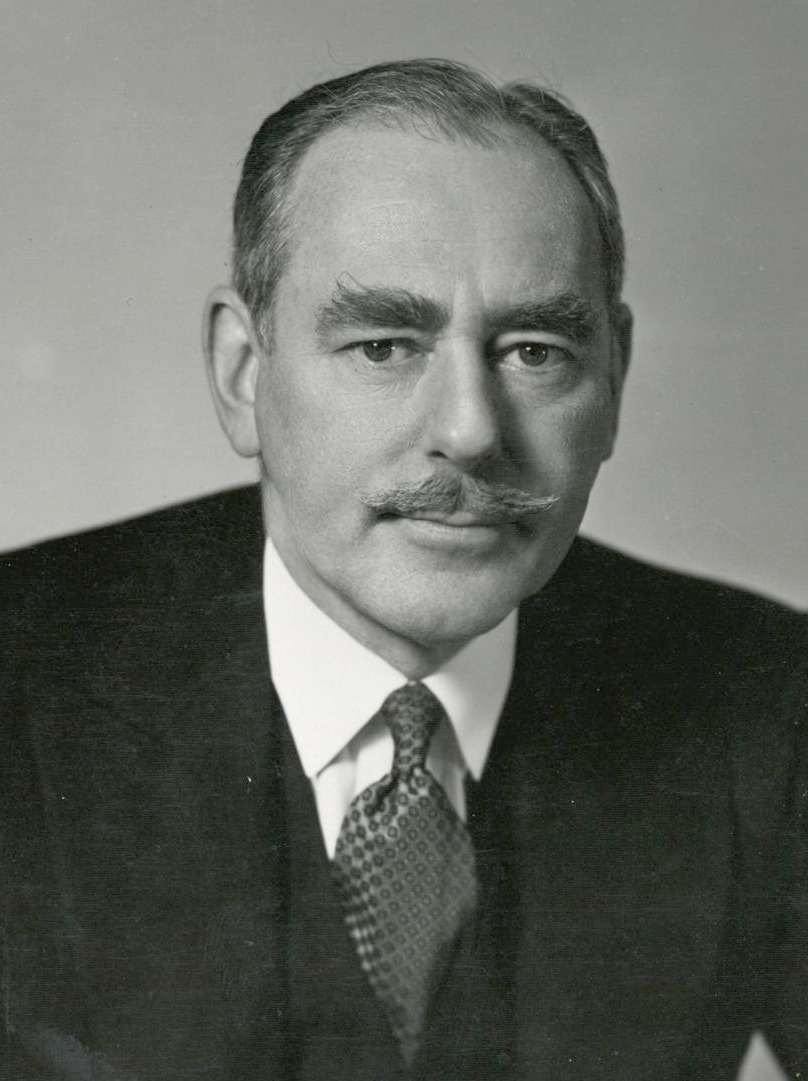
Dean G. Acheson, secrétaire d'État américain, du 21 janvier 1949 au 20 janvier 1953

La prise de pouvoir de Mao à Pékin survient alors que la politique américaine en Chine était sur la sellette à Washington. Ce retournement stratégique aiguise les polémiques internes, alors que la direction Truman-Acheson était remise en cause par les Républicains et que le président n'avait gagné les élections récentes (novembre 1948) qu'avec peu de marge.
En dépit des signaux d'alerte, le déclenchement de la guerre de Corée prend au dépourvu Acheson et l'administration Truman, ce qui relance les polémiques aux États-Unis. L'administration démocrate est constamment soupçonnée de ne pas en faire assez, et le sénateur Mac Carthy par sa chasse aux sorcières menée depuis le Sénat entretient une guerre de tranchée contre la présidence, en poussant à la surenchère.
Dean Acheson défend vigoureusement les employés du département d'État accusés pendant la période du maccarthisme.

### Un rôle d'influence
A la fin du mandat présidentiel de Truman, Acheson retourne à ses anciennes fonctions d'avocat.
Il va toutefois conserver une influence certaine sur le monde et les États-Unis, par son rôle dans les instances dirigeantes du parti Démocrate (groupes de réflexion, comités des sages) et ses nombreuses publications. Il est l'une des sources de la redéfinition de la politique américaine, sous Kennedy (la riposte graduée). Mais son intervention durable et constante en fait l'un des repères du débat politique interne des États-Unis et des nombreuses polémiques qui l'émaillent.
Il est encore envoyé par Kennedy auprès de De Gaulle, en 1962 (crise de Cuba) et sous Nixon, il communique aussi avec Kissinger.
Dans ses publications, Dean Acheson analyse les conditions modernes du pouvoir, la recherche d'une conjugaison harmonieuse des politiques économiques, fiscales, militaires, étrangères articulées au  développement des armes enfin il promeut une politique de retenue.

Il agit décisivement en faveur d'une intervention en juin 1950 dans la guerre de Corée. Il est à l'origine de la résolution 377 des Nations unies, aussi appelée « Union pour le maintien de la paix ».
Il est le coauteur avec David E. Lilienthal du rapport Acheson-Lilienthal (rapport sur le contrôle international de l'énergie atomique).
En 1964, il reçoit la médaille présidentielle de la Liberté.

## Publications
- Power and Diplomacy (1958)
- Morning and Noon (1965)
- Present at the Creation, my years in the State department (1970, Prix Pulitzer d'histoire, 1970)
- The Korean War (1971)
- Grapes from Thorns (posthume, 1972)
- Summary of Attorney General’s Committee Report (1941)
- Mr. Justice Brandeis (1941)
- The Need and the Lack (1948)
- Abwehr von Aggressionen (1950)
- Proklamation des Nationalen Notstands in USA (1951)
- The Development of the International Community (1952)
- The Illusion of Disengagement (1958)

Voir : Catalogue de la BNF